# Palmariggi
Surano ist eine südostitalienische Gemeinde (comune) mit 1356 Einwohnern (Stand 31. Dezember 2023) in der Provinz Lecce in Apulien. Die Gemeinde liegt etwa 31 Kilometer südsüdöstlich von Lecce im mittleren Salento. Bis zum Ionischen Meer sind es etwa 9,5 Kilometer in östlicher Richtung.

## Verkehr
Durch die Gemeinde führt die Strada Statale 16 Adriatica Richtung Meer.

## Weblinks

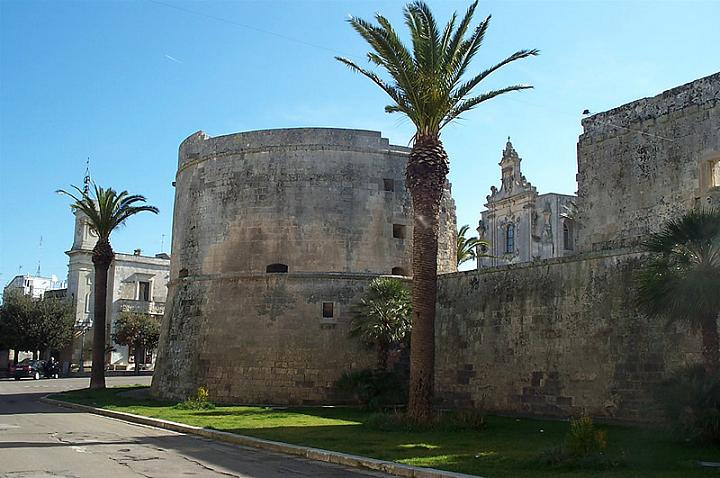
Burg von Palmariggi